# Los Campesinos!
Los Campesinos! es un grupo indie compuesto por siete miembros y formado en la Universidad de Cardiff, Gales a principios del 2006. La banda ha pasado por varios cambios en su formación: Gareth Paisey (voz), Neil Turner (guitarra) y Tom Bromley (guitarra) son los únicos miembros originales, que junto a Rob Taylor (guitarra), Kim Paisey (teclados, voz), Matt Fidler (bajo) y Jason Adelinia (batería) forman el grupo actualmente. Sus nombres artísticos son iguales pero con el apellido "Campesinos!".
Influenciados por el movimiento twee pop, lanzaron su álbum de debut, Hold on Now, Youngster..., en febrero del 2008 y su segundo álbum, titulado We Are Beautiful, We Are Doomed, ese mismo año, el 27 de octubre.Pitchfork describió el primero como una "nota de amor vertiginosa y melodiosa sobre la individualidad, el patetismo y todo lo demás sobre lo que el indie pop construyó su nombre".Su tercer álbum, Romance Is Boring (2010), se caracteriza por expandir la "ya amplia gama instrumental". Desde entonces, Los Campesinos! ha lanzado otros tres álbumes de estudio y el recopilatorio de 2021 Whole Damn Body. All Hell, el séptimo álbum de la banda y el primero desde 2017, fue lanzado en julio de 2024.
En 2021, Pitchfork incluyó Los Campesinos! entre los 200 artistas más importantes de los primeros 25 años del sitio web, y describió el grupo como "la banda de culto más entrañable del siglo XXI." 

## Historia

### Formación y firma con el sello Wichita: 2006
El grupo se forma en 2006 en la Universidad de Cardiff, en un principio con Neil a la guitarra, Ellen al bajo, y Ollie a la batería. En marzo del 2006, Tom se une a la banda, tomando el rol de guitarrista principal, seguido posteriormente por Gareth, quien se convirtió en el letrista principal, a las voces y glockenspiel, Harriet al violín y teclados, y finalmente Aleksandra a las voces, teclados, y melódica. Según Tom, este conoció a Neil después de oírle por casualidad debatiendo con Sufjan Stevens en un pub. Las primeras composiciones de la banda eran piezas largas con un estilo "post-rock," sin embargo, no hay grabaciones de esa primera época que hayan llegado al público.
La banda lleva a cabo su primera actuación el 8 de mayo de 2006 en un pub nocturno de estudiantes, y continúan realizando actuaciones con muy buena acogida alrededor de Cardiff. Graban una primera demo con las canciones "Death To Los Campesinos!", "It Started With A Mixx", "Sweet Dreams Sweet Cheeks", y un directo de "You! Me! Dancing!". Las canciones se suben a Internet, reforzando así su popularidad conseguida gracias a su enérgico directo, y además se emiten en el programa de radio "Beth & Huw's" de la BBC Radio 1 de Gales. La reputación de la banda continúa creciendo, y en agosto de 2006 les lleva a telonear al grupo canadiense Broken Social Scene.

### Sencillos de debut y el EPSticking Fingers Into Sockets: 2007
En noviembre del 2006, la banda firma con Wichita Recordings y lanzan su primer sencillo el 26 de febrero de 2007, con las nuevas canciones "We Throw Parties, You Throw Knives" y "Don't Tell Me To Do The Math(s)". En abril la banda firma con el sello canadiense Arts & Crafts para el lanzamiento en Canadá y Estados Unidos. En junio del 2007 la banda saca una edición limitada en vinilo de 7" de la canción "You! Me! Dancing!", acompañada con una serie de conciertos en Bath, Newport, Cardiff y Londres. Con estos dos sencillos se hace un recopilatorio (producido por Dave Newfeld, colaborador de Broken Social Scene) para el lanzamiento en Norteamérica como Sticking Fingers Into Sockets el 3 de julio en el sello Arts & Crafts. La banda se embarca en su primer tour alrededor del Reino Unido en octubre, precedido por el nuevo sencillo "The International Tweexcore Underground" (publicado el 15 de octubre de 2007).

### Hold on Now, Youngster...yWe Are Beautiful, We Are Doomed: 2008
Su álbum de debut, titulado Hold on Now, Youngster... se publica en Reino Unido el 25 de febrero de 2008, y en Estados Unidos el 1 de abril de 2008. Además, empiezan un tour europeo y norteamericano para publicitar el nuevo álbum. NME puntúa el álbum con un 6/10, alabando su musicalidad pero echándoles en falta cohesión. Por el contrario, otras fuentes como Pitchfork Media y Drowned in Sound lo alaban. El grupo hace su debut en TV en Tubripp9 febrero de 2008.
El 1 de agosto de 2008 la banda anuncia que una grabación titulada We Are Beautiful, We Are Doomed se lanzará antes del final de año, y posteriormente se confirma la fecha del 13 de octubre, aunque finalmente se retrasa al 27 de octubre de 2008. La banda lo explica: "No va a ser un caras-B y rarezas o 'las canciones que no eran lo suficientemente buenas para el álbum junto con algunos remixes y grabaciones en directo de la escena indie de Cardiff'; serán diez nuevas canciones que no habéis escuchado nunca ninguno de vosotros." Finalmente, no se sacan sencillos de esta nueva grabación y su distribución es limitada.
El grupo anuncia nuevas fechas de tours en Reino Unido para octubre del 2008 junto con No Age y Times New Viking.
En abril de 2009, la banda toca en Argentina, Colombia y Venezuela en su primer tour por Sudamérica, y dan en México uno de sus mejores conciertos tocando en el indie-o fest.

### Romance Is Boring: 2009-2010
En 2009 Los Campesinos! graban un nuevo álbum, Romance Is Boring, en Stamford, Connecticut, junto con John Goodmanson, en múltiples sesiones, con la segunda mitad de su gira norteamericana todavía en marcha. En mayo del 2009 se anuncia en su blog que están a punto de terminar la grabación del álbum y que se mezclará en Gales en junio. Se anuncia también el título de dos canciones: "This Is a Flag. There Is No Wind" y "Straight in at 101"
La mañana del 2 de junio de 2009 se anuncia en su página web que Aleksandra abandona la banda para volver a sus estudios, después de una gira por EE. UU. en agosto.Rob Taylor, quien había teloneado varias veces al grupo en solitario con el seudónimo Sparky Deathcap, se convirtió en un miembro oficial. Este tocaría guitarra, teclados, percusión y glockenspiel.
El 24 de junio LC! anuncian en su blog que el álbum se ha completado. Aparece el título del álbum y sus canciones (todas menos una), pero la banda no puede comentar nada al respecto por el momento, "No puedo esperar a poder HABLAR ACERCA DEL ÁLBUM y más cosas." Un tour por Reino Unido se anuncia para el 6 de julio de 2009, el primero sin Aleksandra y con el nuevo miembro de la banda. En diciembre del 2009 serán teloneros de The Cribs en cuatro fechas de su tour por Reino Unido actual. Finalmente, parece que se fijó la fecha de publicación del álbum para el 1 de febrero de 2010, siendo precedido por "There Are Listed Buildings", sencillo que salió el 2 de noviembre del año anterior.El lanzamiento fue acompañado por el anuncio de que Kim Paisey, la hermana de Gareth, se uniría a la banda como teclista y vocalista.
En junio, el baterista Ollie Briggs anuncia que había abandonado la banda.
El 19 de julio de 2010, el grupo lanza All's Well That Ends, su segundo EP y el primero en incluir a Rob Taylor. En el disco aparecen versiones alternativas de cuatro temas de Romance Is Boring.Jason Adelinia, el road manager de la banda desde 2017 y exmiembro de The Ghost Frequency y The Cassettes, se une a la formación poco después.

### Heat RashyHello Sadness:2010-2012
El 9 de diciembre de 2010, la banda anuncia el lanzamiento de una revista trimestral, Heat Rash, y publica una nueva canción navideña, "Kindle a Flame in Her Heart" en formato de descarga gratuita a través de SoundCloud. Cada número de Heat Rash incluía una revista, un disco de vinilo de edición limitada y descargas de nueva música. El primer número de Heat Rash incluye los temas "Light Leaves, Dark Sees" y "Four Seasons".
El cuarto álbum de estudio de la banda, Hello Sadness, se lanza el 14 de noviembre de 2011.Gareth describe este álbum diciendo que tiene un sonido más orientado hacia el pop.Fue precedido por "By Your Hand" en septiembre en formato de descarga gratuita y de "Hello Sadness", la canción homónima, en octubre.Para promocionar el álbum, la banda toca en varias fechas de gira por Reino Unido, Estados Unidos y Japón. En 2012 la banda interpreta "By Your Hand" en Late Show with David Letterman.
En una entrevista con NME, Gareth confirma que empezarían a trabajar en su quinto álbum a principios de 2013.

### A Good Night for a FistfightyNo Blues:2013-2015
El 7 de diciembre de 2012, Ellen Waddell anuncia que abandonaba la banda para "probar algo nuevo" después de su concierto el 15 de diciembre en el Islington Assembly Hall en Londres.En ese mismo concierto estuvo la exmiembra Aleksandra, quien aportó coros durante el bis. El concierto fue grabado y lanzado poco después como el primer álbum en vivo de la banda, A Good Night for a Fistfight.
En agosto de 2013, la banda publica un avance de su quinto álbum, No Blues.El primer sencillo, "What Death Leaves Behind", se publica como descarga gratuita a través de SoundCloud. Lo sigue un segundo sencillo, "Avocado, Baby", lanzado en octubre junto a un videoclip dirigido por Craig Roberts. No Blues se publica el 29 de octubre de 2013.
La banda también lanza un EP navideño de 6 canciones, A Los Campesinos! Christmas, el 8 de diciembre de 2014.

### Sick Scenes:2016-2022
En junio de 2016 anuncian a Matt Fidler, el séptimo miembro de la banda.
El 24 de febrero de 2017, la banda lanza su sexto álbum de estudio Sick Scenes.Fue precedido por los sencillos "I Broke Up in Amarante" y "5 Flucloxacillin", además de anunciar la primera gira por Norteamérica en cuatro años.
En 2018, la banda anuncia que sus dos primeros álbumes serían remasterizados y relanzados en vinilo el 12 de octubre con un EP adicional con temas inéditos.La banda también anuncia que darían un concierto el 13 de octubre en el London Forum,para celebrar el décimo aniversario de ambos álbumes.Por su décimo aniversario, en febrero de 2020 la banda tocó todos los temas de Romance Is Boring en dos conciertos en el Islington Assembly Hall.
La película de animación de 2021 The Mitchells vs. the Machines incluye dos canciones de la banda, ambas de Hold on Now, Youngster....
El 7 de mayo de 2021, la banda lanza Whole Damn Body, un EP de temas remasterizados de la era de Hello Sadness, via Bandcamp.

### All Hell:2023-presente
En una entrevista con The Big Issue en diciembre de 2023, Rob Taylor dice que Los Campesinos! estaba trabajando en su séptimo álbum de estudio.En el concierto de la banda en Troxy en febrero de 2024, Gareth dice que el álbum estaba completo y que se publicará ese verano. También tocaron su primera canción original desde 2017, titulada "A Psychic Wound".
El 14 de mayo de 2024, la banda anuncia en un boletín informativo que su séptimo álbum, All Hell, será lanzado el 19 de julio y que consistirá de 15 temas. También lanzan el primer sencillo del álbum, "Feast of Tongues", la primera nueva canción en 7 años y 80 días.El segundo sencillo del álbum, "A Psychic Wound", fue lanzado para los suscriptores del boletín informativo el 16 de mayo y en los servicios de streaming el día siguiente. También anuncian una gira por Reino Unido más tarde en el año.

## Discografía

### Álbumes
- 2008: Hold on Now, Youngster... #72 RU, #45 EE. UU. Billboard Top Heatseekers[40]
- 2008: We Are Beautiful, We Are Doomed #43 EE. UU. Billboard Top Heatseekers[41]
- 2010: Romance Is Boring
- 2011: Hello Sadness
- 2013: No Blues
- 2017: Sick Scenes
- 2024: All Hell

### EP
- 2007: Sticking Fingers into Sockets
- 2010: All's Well That Ends
- 2014: A Los Campesinos! Christmas
- 2021: Whole Damn Body

### Demos
- 2006: Hold on Now, Youngster

### Sencillos
| 2007 | "We Throw Parties, You Throw Knives" / "Don't Tell Me to Do the Math(s)" | Wichita      | Sticking Fingers into Sockets | —   |
| 2007 | "You! Me! Dancing!"                                                      | Wichita      | Hold on Now, Youngster...     | —   |
| 2007 | "The International Tweexcore Underground"                                | Wichita      | Sencillo sin álbum            | 126 |
| 2008 | "Death to Los Campesinos!"                                               | Wichita      | Hold on Now, Youngster...     | 198 |
| 2008 | "My Year in Lists"                                                       | Wichita      | Hold on Now, Youngster...     | 198 |
| 2009 | "The Sea Is a Good Place to Think of the Future"                         | Wichita      | Romance Is Boring             | —   |
| 2009 | "There Are Listed Buildings"                                             | Wichita      | Romance Is Boring             | —   |
| 2010 | "Romance is Boring"                                                      | Wichita      | Romance Is Boring             | —   |
| 2010 | "Kindle a Flame in Her Heart"                                            | Wichita      | Sencillo sin álbum            | —   |
| 2011 | "By Your Hand"                                                           | Wichita      | Hello Sadness                 | —   |
| 2011 | "Hello Sadness"                                                          | Wichita      | Hello Sadness                 | —   |
| 2011 | "Songs About Your Girlfriend"                                            | Wichita      | Hello Sadness                 | —   |
| 2012 | "Tiptoe Through the True Bits"                                           | Wichita      | Sencillos sin álbumes         | —   |
| 2012 | "A Doe to a Deer"                                                        | Wichita      | Sencillos sin álbumes         | —   |
| 2013 | "What Death Leaves Behind"                                               | Wichita      | No Blues                      | —   |
| 2013 | "Avocado Baby"                                                           | Wichita      | No Blues                      | —   |
| 2014 | "Little Mouth"                                                           | Wichita      | Sencillo sin álbum            | —   |
| 2014 | "The Holly and the Ivy"                                                  | Wichita      | A Los Campesinos! Christmas   | —   |
| 2016 | "I Broke Up in Amarante"                                                 | Wichita      | Sick Scenes                   | —   |
| 2017 | "5 Flucloxacillin"                                                       | Wichita      | Sick Scenes                   | —   |
| 2017 | "The Fall of Home"                                                       | Wichita      | Sick Scenes                   | —   |
| 2017 | "Renato Dall'Ara (2008)"                                                 | Wichita      | Sick Scenes                   | —   |
| 2024 | "Feast of Tongues"                                                       | Heart Swells | All Hell                      | —   |
| 2024 | "A Psychic Wound"                                                        | Heart Swells | All Hell                      | —   |